# District de Sartu
Le district de Sartu (signifiant en mongol : « où la lune monte » chinois simplifié : 萨尔图区 ; pinyin : sà'ěrtú qū) est une subdivision administrative de la province du Heilongjiang en Chine. Il est placé sous la juridiction de la ville-préfecture de Daqing et en est le centre financier.